# Perfetti... ma non troppo
Perfetti... ma non troppo (Less Than Perfect) è una sitcom statunitense prodotta dal 2002 al 2006.
La serie è stata trasmessa in prima visione negli Stati Uniti da ABC dal 1º ottobre 2002. In Italia è stata trasmessa in prima visione satellitare da Fox dal 1º settembre 2003, e in chiaro da MTV dal 24 settembre 2004.

## Trama
Claude, una giovane, onesta e generosa impiegata della fittizia GNB Television di New York, viene promossa dal 4º al prestigioso 22º piano dove diventa l'assistente dell'anchorman del network, Will Butler. Qui suscita l'immediata invidia dei suoi due nuovi colleghi Lydia, bionda in carriera ed ex interesse amoroso di Will, e Kipp, amico di Lydia, narcisista, egoista e arrivista.
I due architettano ogni genere di umiliazione, al limite del mobbing, per costringere la "bruttina" Claude, infantile e sovrappeso, a fare ritorno ai piani bassi. Da parte sua, la ragazza può comunque contare sull'aiuto dei suoi vecchi colleghi dei bassifondi, i goliardici e giocherelloni Ramona e Owen, i quali spesso la vengono a trovare ai piani alti; così anche loro iniziano a scontrarsi con Lydia, di cui Owen è innamorato, e Kipp, a cui Ramona risponde sempre a tono.
Ben presto, tuttavia, i rapporti tra i due gruppi si attenuano ed evolvono e, pur tra costanti battutine e screzi, i colleghi finiscono per formare quasi un'unica compagnia. Con gli anni entrano a far parte delle vicende dell'azienda anche Carl, il corpulento e infantile vicino di casa di Claude, il quale grazie al suo aiuto diventa il cuoco della mensa della GNB, e Jeb, nuovo produttore del network oltreché fidanzato di Lydia.

## Episodi
La serie si compone di quattro stagioni, di cui l'ultima è stata sospesa negli Stati Uniti dopo appena 5 episodi su 13, a causa dei bassi ascolti.
| Stagione         | Episodi | Prima TV originale | Prima TV Italia |
| ---------------- | ------- | ------------------ | --------------- |
| Prima stagione   | 22      | 2002-2003          | 2003            |
| Seconda stagione | 24      | 2003-2004          | 2004            |
| Terza stagione   | 22      | 2004-2005          | 2005            |
| Quarta stagione  | 13      | 2005-2006          | 2007            |

## Personaggi e interpreti

### Personaggi principali
- Claude Casey (stagioni 1-4), interpretata da Sara Rue, doppiata da Francesca Guadagno.
È la protagonista dello show. Temporanea presso gli uffici della GNB Television, si ritrova di colpo ad essere assunta come assistente personale dell'anchorman della rete, il capriccioso e vanitoso Will Butler. Nella quarta stagione viene invece assunta, con sua grande meraviglia, al servizio di Lydia.
- Ramona Platt (stagioni 1-4), interpretata da Sherri Shepherd, doppiata da Laura Romano.
È la grande amica di Claude, con cui divideva l'ufficio al 4º piano. Lavora alla contabilità della rete.
- Owen Kronsky (stagioni 1-4), interpretato da Andy Dick, doppiato da Luigi Ferraro.
È l'altro amico di Claude, che divide l'ufficio con Ramona. È responsabile per la distribuzione della cancelleria negli uffici. È da sempre innamorato di Lydia.
- Lydia Weston (stagioni 1-4), interpretata da Andrea Parker, doppiata da Antonella Baldini.
È la principale avversaria di Claude al 22º piano. Aspirante da tempo al posto di Claude al servizio di Will (di cui è stata amante), non perde occasione per metterla in difficoltà; nonostante ciò, con il tempo si viene a creare tra loro una strana amicizia. Fino alla terza stagione lavora come verificatrice di notizie; nella quarta stagione viene invece promossa dal neo marito Jeb Denton a produttrice.
- Kipp Steadman (stagioni 1-4), interpretato da Zachary Levi, doppiato da Nanni Baldini.
È il migliore amico di Lydia, ed ha con Claude un rapporto fatto di costanti frecciatine e scherzi più o meno pesanti. Dalla seconda stagione diviene assistente del nuovo produttore Jeb Denton, che spesso lo umilia, a partire dal soprannome affibbiatogli ("Segretario!")
- Will Butler (stagioni 1-3), interpretato da Eric Roberts, doppiato da Gino La Monica.
È il capo di Claude, narcisista e capriccioso, ma sempre pronto a difendere e sottolineare le capacità di Claude. Lascia la rete all'inizio della quarta stagione, sostituito da Jeb Denton.
- Carl Monari (stagioni 2-4), interpretato da Will Sasso, doppiato da Stefano Mondini.
È il vicino di casa di Claude, che viene aiutato da questa a essere assunto come responsabile della mensa alla GNB. Diviene presto grande amico di Owen, nonostante la mole e i modi ben poco raffinati. Nella quarta stagione intreccerà una relazione con Claude (dopo la rovinosa fine della sua storia con Vivian).
- Jeb Denton (stagioni 2-4), interpretato da Patrick Warburton, doppiato da Massimo Bitossi.
È il produttore esecutivo della rete. Entra nel cast nel corso della seconda stagione, durante la quale si innamora, ricambiato, di Lydia. I due si sposeranno nell'ultimo episodio della terza stagione, con una bizzarra cerimonia organizzata in fretta e furia in un fast food. Nella quarta stagione prende il posto di Will (con il quale era sempre stato in competizione) come anchorman di rete, e promuove la moglie a nuovo produttore. Ha un figlio adolescente, George, avuto da un precedente matrimonio.

### Personaggi secondari
- Charlie, interpretato da Josh Braaten.
È il ragazzo di Claude, con cui ha una lunga relazione, ripresa in due parti, a cavallo tra la seconda e la terza stagione. I due si lasceranno infine quando questi decide di imbarcarsi su una nave da crociera come musicista.
- Mitch Calgrove, interpretato da William Ragsdale.
Alto dirigente della rete, si innamora - ricambiato - di Claude, con cui ha una breve relazione.
- Gene Schmidtline, interpretato da French Stewart.
È il responsabile dell'ufficio per le risorse umane della GNB. Mette sempre alla prova gli impiegati, cercando di far loro dare il massimo. Dalla particolarissima personalità, è fortemente attratto da Ramona.
- Dani, interpretata da Jenny McCarthy.
 È la fidanzata di Will. Stava per sposarlo, salvo cambiare idea all'ultimo momento.
- Vivian, interpretata da Diana-Maria Riva.
È la dentista di Ramona. Durante una serata di appuntamenti conosce Carl, con cui ha una storia.
- Judith, interpretata da Valerie Harper.
È una delle due mamme di Owen (questi è stato infatti cresciuto da una coppia lesbica). È la più mascolina delle due.
- Judy, interpretata da Joanna Kerns.
È l'altra mamma di Owen.
- George Denton, interpretato da Michael Angarano.
È il figlio di Jeb, avuto da un precedente matrimonio; inizialmente ha una cotta per Claude.
- Annie, interpretata da Anne Dudek.
È una dipendente della GNB (ma non si sa in quale ruolo); ha una breve storia con Kipp.
- Alan Turnbach, interpretato da George Wyner.
È il direttore generale della GNB.
- Deirdre, interpretata da Nicole Sullivan.
È un'amica di Owen (conosciuto per caso), alla quale chiede il proprio seme per avere un figlio.
- Eddie Smirkoff, interpretato da James Belushi.
È un distributore di panini che è in competizione con Carl.